# Javablomsterpickare
Javablomsterpickare (Dicaeum sanguinolentum) är en fågel i familjen blomsterpickare inom ordningen tättingar.

## Utseende och läte
Blodbröstad blomsterpickare är en liten och knubbig tätting. Hanen har mörkt blåglänsande rygg, lysande rött bröst och en svart linje nerför buken. Liksom hos andra blomsterpickare är honan mycket mer anspråkslös, helt gråbrun utom rött på övergumpen. Bland lätena hörs gräshoppslika toner och ljusa visslingar.

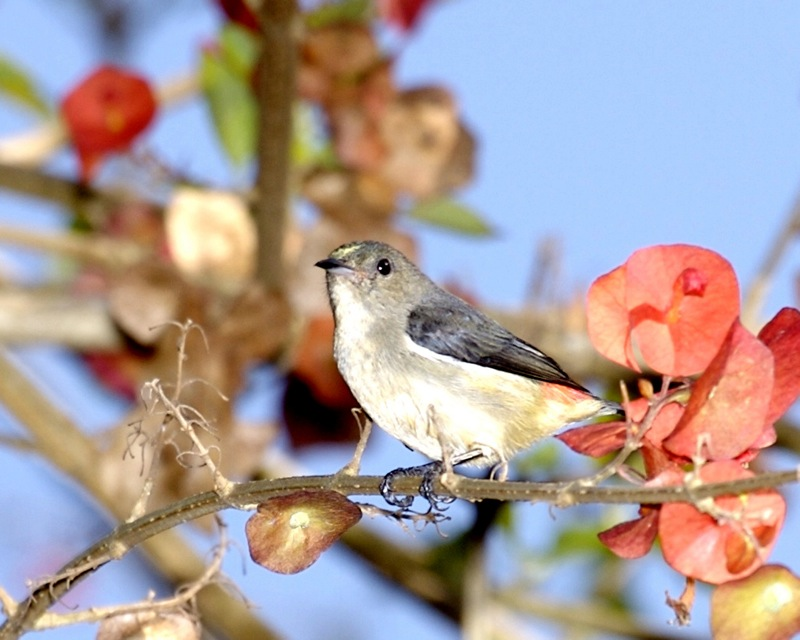
Hona.

## Utbredning och systematik
Javablomsterpickare förekommer på namnet avslöjar på Java, men även på Bali och tillfälligt på Sumatra. Tidigare inkluderades även floresblomsterpickare, sumbablomsterpickare och timorblomsterpickare i arten, då under det svenska namnet blodbröstad blomsterpickare. Alla fyra har skiljts ut som egna arter. 

## Levnadssätt
Javablomsterpickare förekommer vanligen i bergsskogar. Den ses uppe i trädtaket där den aktivt rör sig, lite som en jättestor insekt. 

## Status
IUCN kategoriserar den som livskraftig.